# Глазерсфельд, Эрнст фон
Эрнст фон Глазерсфельд (нем. Ernst von Glasersfeld; 8 марта 1917, Мюнхен — 12 ноября 2010, США) — американский философ и психолог, один из основоположников радикального конструктивизма.

## Биография
Родился 8 марта 1917 года в Мюнхене у австрийских родителей. Отец был дипломатом в Баварии, а мать — спортсменкой-лыжницей. Жил в Швейцарии, Австрии, Франции, Чехословакии, Ирландии (с 1939), Италии (с 1947) и США (с 1966). В 1935 году окончил Zuoz College в Швейцарии, получив там аттестат зрелости, затем 2 года изучал математику сначала в Университете Цюриха, а потом в Университете Вены. После аннексии Австрии Гитлером, перебрался учиться в Париж, но фашисты конфисковали всю собственность родителей, оставив его без средств к обучению. В 1939 году эмигрировал в Ирландию, стал фермером, в 1945 получил местное гражданство, частным образом изучал философию, логику и психологию.
Родился подданным Австрии, затем вместе с родителями стал гражданином Чехословакии. В последние годы имел двойное гражданство: Ирландии и США.

### Италия
В 1947 году перебрался в Италию и начал работать у профессора Сильвио Чеккато. Подрабатывал, работая корреспондентом газет Австрии и Швейцарии. В дальнейшем работал в Центре кибернетики (1949—1959) и в Университете Милана (1960—1969).
Руководил научными исследованиями в Foreign Language Section, Center for Cybernetics, Миланском университете (1960—1962). Был главным научным сотрудником в проекте Language Research Project, финансируемом U.S.Air Force Office of Scientific Research и администрируемом Italian Institute of Engineering Information (IDAMI, Милан, Италия) (1963—1966).

### США
Был профессором психологии в Университете Джорджии и в Университете Массачусетса. В 1966—1969 годах был директором и главным научным сотрудником Georgia Institute for Research в Атенсе. В 1967—1987 годах работал на кафедре психологии в Университете штата Джорджия.
Вместе с Паулем Вацлавиком и Хайнцем фон Фёрстером был одним из основоположников радикального конструктивизма в философии. В 1981 году публикует в коллективном труде под редакцией Пауля Вацлавика L’invention de la réalité свою статью «Введение в радикальный конструктивизм» (Une introduction au contructivisme radical), в которой представляет Джамбаттисту Вико как первого философа-«конструктивиста». Сам термин «Радикальный конструктивизм» был введён Эрнстом Глазерсфельдом в конце 1970-х в работе Radical constructivism and Piaget’s concept of knowledge (Glasersfeld E. von, 1978).
Создатель первых 120 знаков-символов (англ. Lexigram) искусственного языка Йеркиш для общения с шимпанзе. Впервые применён при работе с самкой шимпанзе по имени Лана в 1973 году в Yerkes National Primate Research Center, расположенным при университете Эмори в штате Джорджия.
Умер 12 ноября 2010 в США (Леверетт, Массачусетс) в возрасте 93 лет от рака поджелудочной железы.

## Радикальный конструктивизм
Центральную парадигму радикального конструктивизма Глазерсфельд формулирует следующим образом:
- знание не обретается пассивным образом, оно активно конструируется познающим субъектом;
- функция познания носит адаптивный характер и служит для организации опытного мира, а не для открытия онтологической реальности.

Глазерфельд переформулировал понятия ассимиляции и аккомодации теории когнитивного развития Жана Пиаже на основе принципа закрытости познавательного опыта человека. Аккомодация заключается в приведении когнитивных схем человека в соответствие не с внешним опытом, но с внутренними познавательными структурами.

## Труды
Автор более 260 публикаций.
- Wissen, Sprache und Wirklichkeit, 1987, ISBN 3-528-08598-3
- The constructions of knowledge, 1987
- Radical Constructivism: A Way of Knowing and Learning, 1995
- Radikaler Konstruktivismus, 1996
- Über Grenzen des Begreifens. Benteli, Bern 1996, ISBN 3-7165-1004-1.
- Wege des Wissens. Konstruktivistische Erkundungen durch unser Denken. Carl-Auer-Systeme, Heidelberg 1996, ISBN 3-89670-004-9.
- The Construction of Knowledge: Contributions to Conceptual Semantics, 1987
- Konstruktivismus statt Erkenntnistheorie (Tusculanische Gespräche), 1998
- Radikaler Konstruktivismus, Ideen, Ergebnisse, Probleme, 1998, ISBN 3-518-28926-8
- Wie wir uns erfinden. Eine Autobiographie des radikalen Konstruktivismus. Carl-Auer-Verlag, Heidelberg 2007, ISBN 978-3-89670-580-8.
- Unverbindliche Erinnerungen. Skizzen aus einem fernen Leben. Folio-Verlag, Wien, Bozen 2008, ISBN 978-3-85256-401-2.

## Награды
- 1991 — McCulloch Memorial Award (American Society for Cybernetics, США)
- 2002 — Reconnaissance du mérite scientifique (Université du Québec, Монреаль, Канада)
- 2005 — The Wiener Gold Medal (American Society for Cybernetics, США)
- 2008 — Австрийский почётный знак За науку и искусство
- 2009 — Ehrenmedaille der Bundeshauptstadt Wien (Австрия)